# 무한도전 릴레이툰
《무한도전 릴레이툰》은 8주에 걸쳐 방송한 장기프로젝트이다. 기간 동안 매주 토요일 6시 25분에 웹툰이 공개됐으며, 시청자들로부터 호평을 얻었다.

## 개요
멤버 1명과 만화작가 1명이 2인 1조로 팀을 나눠서 웹툰을 제작하는 프로젝트이며, 각각 조회수 및 평점에서 최저를 기록한 멤버에게는 벌칙으로 극한 알바가 주어졌다.
배구선수 김연경이 나와 릴레이툰 순위를 발표했으며, 조회수가 가장 낮은 웹툰을 연재한 박명수와 평점이 가장 낮은 웹툰을 연재한 하하가 벌칙으로 강화도 고추밭에서 극한 알바를 하게 되었다.

## 에피소드 목록
| 회차 | 멤버X웹툰 작가  | 제목               |
| ---- | --------------- | ------------------ |
| 1회  | 하하X기안84     | 2046               |
| 2회  | 양세형X이말년   | 무한도전 최후의 날 |
| 3회  | 정준하X가스파드 | 무도 애니멀즈      |
| 4회  | 유재석X무적핑크 | 역사스페셜 광희군  |
| 5회  | 황광희X윤태호   | 초심을 버려라      |
| 6회  | 박명수X주호민   | 무한도전 저승편    |

## 최고 시청률
489회 ‘릴레이툰 6번째 이야기’에서 최고 시청률 15.0%를 기록했다.